# Padang Panjang
Padang Panjang è una città dell'Indonesia, situata nella provincia di Sumatra Occidentale.